# Los cinco emperadores buenos
Los gobernantes de Roma comúnmente conocidos como los "Cinco emperadores buenos" son Nerva, Trajano, Adriano, Antonino Pio, y Marco Aurelio. La expresión fue acuñada por Nicolás Maquiavelo en su libro póstumo Los Discursos sobre Livio de 1531:
Del estudio de esta historia también podemos aprender cómo se ha de establecer un buen gobierno; porque mientras todos los emperadores que sucedieron al trono por nacimiento, excepto Titus, fueron malos, todos fueron buenos los que sucedieron por adopción, como en el caso de los cinco desde Nerva hasta Marco. Pero tan pronto como el imperio cayó una vez más en manos de los herederos por nacimiento, su ruina recomenzó.
Maquiavelo sostiene que estos emperadores adoptivos se ganaron el respeto de quienes los rodeaban a través del buen gobierno:
Tito, Nerva, Trajano, Adriano, Antonino y Marco no tenían necesidad de cohortes pretorianas ni de innumerables legiones para protegerlos, sino que estaban defendidos por su propia buena vida, la buena voluntad de sus súbditos y el apego del Senado.
Edward Gibbon escribió en Historia de la decadencia y caída del Imperio romano que su gobierno fue una época en que "el Imperio Romano estaba gobernado por el poder absoluto, bajo la guía de la sabiduría y la virtud". Gibbon creía que estos monarcas benévolos y sus políticas moderadas eran inusuales y contrastaban con sus sucesores más tiránicos y opresivos.
El principado de los emperadores desde Nerva hasta Marco Aurelio todavía hoy se considera a menudo como el apogeo del Imperio Romano y como un símbolo de un buen gobierno monárquico, razón por la cual a estos emperadores (omitiendo al coemperador Verus) también se les conoce como “ Los cinco buenos emperadores”, especialmente en los países de habla inglesa. Durante su período de gobierno, Trajano vio inicialmente la fase de mayor expansión del Imperio Romano y, como resultado, una era militar comparativamente relajada de consolidación externa e interna, expansión infraestructural y prosperidad económica. El fin de esta era, que autores como Dion Casio y Herodes glorificaron retrospectivamente como una “edad de oro”, aparece en las autorreflexiones del “emperador filósofo” Marco Aurelio de los últimos años de su reinado.

## Antecedentes: Derecho de adopción en la época de la República romana
Desde la época republicana, la adopción había sido un medio común entre los miembros de la nobleza para asegurar la continuación de su propio linaje en ausencia de herederos naturales. La persona adoptada en lugar de un hijo adoptaba el nombre, los bienes y la clientela del padre adoptivo y era tratada jurídicamente igual que un hijo natural. Este tipo de adopción privada tenía lugar originalmente como adrogatio ante la comitia curiata (asamblea curial) bajo la supervisión del colegio sacerdotal más importante, el Pontífices. La adrogación, en la que se pedía públicamente el consentimiento de ambos adoptantes (rogation), se complementó más tarde con la adopción en lugar del hijo (adoptio), que colocaba al adoptado bajo la autoridad doméstica (patria potestas) del padre adoptivo y lo liberaba de los vínculos legales con la familia de origen..
Uno de los ejemplos más conocidos de adopción del periodo republicano es el de Escipión Emiliano, segundo hijo por nacimiento de Lucio Emilio Paulo Macedónico, vencedor de la Tercera Guerra Macedonio-Romana. Tras su adopción por Publio Cornelio Escipión, añadió el nombre gentilicio de su padre (Aemilio), que se había transformado en otro cognomen, al nombre gentilicio y cognomen adoptados y ahora se llamaba a sí mismo Publio Cornelio Escipión Aemiliano. La transición de la República al Principado se basó posteriormente en la adopción testamentaria por parte de César de Cayo Octavio, el futuro Augusto.

### Hipótesis alternativa
Una hipótesis postula que se cree que la sucesión adoptiva surgió debido a la falta de herederos biológicos. Todos menos el último de los emperadores adoptivos no tenían hijos biológicos legítimos para sucederlos. Por lo tanto, se vieron obligados a elegir un sucesor en otro lugar; tan pronto como el Emperador pudo mirar hacia un hijo biológico para sucederlo, se dejó de lado la sucesión adoptiva.
La dinastía se puede dividir en la dinastía Nerva-Trajano (también llamada dinastía Ulpian después del nombre gentil de Trajano 'Ulpius') y Dinastía de Antonino (después de su nombre común Antonino).
Nota: Marco Aurelio co-reinó con Lucio Vero desde 161 hasta la muerte de Vero en 169.

## Historia

### Dinastía Nerva-Trajano
Nerva fue el primero de la dinastía. Aunque su reinado fue breve, en él se produjo una reconciliación parcial entre el ejército, el senado y los plebeyos. Nerva adoptó como hijo al popular líder militar Trajano. A su vez, Adriano sucedió a Trajano; había sido el presunto heredero de éste, y afirmaba que había sido adoptado por él en el lecho de muerte de Trajano.

### Dinastía Antonina
Los Antoninos son cuatro emperadores romanos que gobernaron entre 138 y 192: Antonino Pío, Marco Aurelio, Lucio Vero y Cómodo.
En 138, tras un largo reinado dedicado a la unificación y consolidación cultural del imperio, el emperador Adriano nombró hijo y heredero a Antonino Pío, con la condición de que adoptara tanto a Marco Aurelio como a Lucio Vero. Adriano murió ese mismo año, y Antonino comenzó un reinado pacífico y benévolo. Se adhirió estrictamente a las tradiciones e instituciones de la Romana y compartió su poder con el Senado Romano.
Marco Aurelio y Lucio Vero sucedieron a Antonino Pío en 161 a la muerte de éste, y gobernaron conjuntamente hasta la muerte de Vero en 169. Marco continuó el legado antonino tras la muerte de Verus como un administrador y líder sin pretensiones y dotado. Murió en 180 y fue sucedido por su hijo biológico, Cómodo.

## Las mujeres como aglutinante de la política del poder dinástico

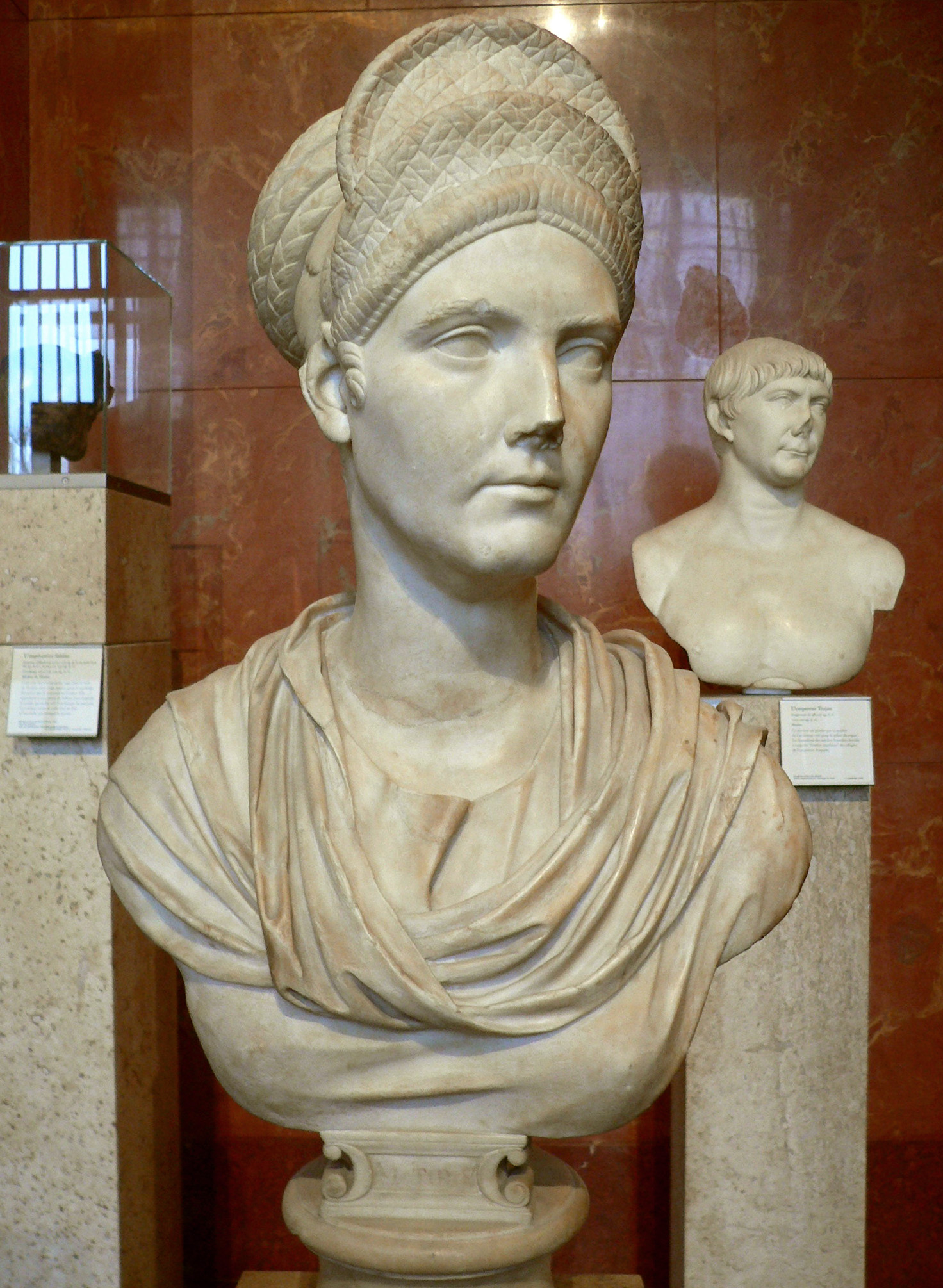
Busto de Salonina Matidia, hacia 112.

Desde la perspectiva de los emperadores adoptivos gobernantes, la falta de un heredero natural para la planificación de la sucesión planteaba el problema de proporcionar una legitimidad suficientemente clara a los herederos previstos. Además de la adopción, también se utilizaba a parientes femeninas para matrimonios selectivos. El compromiso de un joven pariente podría entenderse como una señal que indicaba al futuro sucesor, sin que éste ya hubiera sido nombrado oficialmente como futuro emperador mediante adopción e instalación como César. Esto último a menudo se retrasaba el mayor tiempo posible para que el siguiente hombre no privara parcialmente al emperador reinante de la atención pública y, por lo tanto, posiblemente lo debilitara en el ejercicio del poder. Esta constelación se puede ver, por ejemplo, en la transferencia de la dignidad imperial de Trajano a Adriano, que no dejó la impresión de un ascenso al poder impecable y “limpio”, porque Trajano pospuso demasiado el momento adecuado para la adopción de Adriano. mucho tiempo dentro de un marco suficientemente oficial. 
Karl Strobel ha destacado recientemente especialmente el papel de las mujeres de la familia imperial como elemento central de la construcción dinástica.  Adriano puso un acento especial en este sentido no sólo divinizando a su suegra Matidia , sobrina de Trajano, sino también construyendo para ella un templo monumental con una fachada de columnas de 17 metros de altura en el Campo de Marte .
“Al magnífico templo se le colocaron edículos, nichos enmarcados por columnas y frontones, cuya forma sólo se conoce por las imágenes de las monedas. El edificio y su patio estaban flanqueados por basílicas de dos pisos, una de las cuales estaba dedicada a la Diva Marciana, la madre de Matidia, y la otra a la propia difunta.  ”
Este fue el primer templo jamás construido para una mujer en Roma. Sólo para la esposa de Antonino Pío, Faustina la Mayor , se volvió a hacer tal excepción después de su muerte en 141 con un templo en el Foro Romano . Como madre de Faustina la Joven , que había roto el compromiso de Antonino Pío con Lucio Vero y se había comprometido con Marco Aurelio (la boda tuvo lugar en 145), como bisnieta de Trajano y nieta de Matidia, era apta para asegurar la legitimidad basada en la sangre del último miembro de la familia asegura la sucesión de los emperadores adoptivos. 

## Clasificación histórica del Imperio Adoptivo
La época del emperador adoptivo, a veces denominada también emperador humanitario en la literatura académica, se basa por un lado en el hecho de que desde Nerva hasta Antonino Pío ninguno de los gobernantes tuvo un hijo biológico, Sin embargo, según Karl Christ, la generalización programática y la exageración ideológica expresadas sobre todo en el Panegyricus de Plinio el Joven se basan también en la circunstancia histórica «de que una grave crisis política obligó a una nueva estilización del principado. » Ante el amargo ajuste de cuentas de muchos senadores con el principado de Domiciano, distanciarse de este predecesor fue fundamental para Nerva y Trajano. El ideologema de adoptar lo mejor había servido, por tanto, para asegurar su propio poder: «Aunque la función de la ideología del principado puede haber sido siempre particularmente importante en los comienzos de cada nuevo principado, aquí adquiere una importancia que se aproxima a la de los ideologemas del 27 a.C.»  La arrogancia autoritaria de Domiciano fue contrarrestada por conceptos rectores de una civilitas orientada principalmente al bien común, como modestia (moderación), moderatio (prudencia), mansuetudo (mansedumbre) y humanitas (humanidad).
El periodo de los emperadores adoptivos fue también un apogeo de lo que Flavio Filóstrato llamó por primera vez Segunda sofística, cuyos representantes en las metrópolis culturales de la mitad oriental del Imperio romano, especialmente en Historia de Atenas#Periodo romano (86 a. C. Atenas, Éfeso, Pérgamo y Esmirna, perseguían un retorno a la cultura griega de la Período clásico. Los emperadores adoptivos se mostraron abiertos a esta corriente intelectual, especialmente con la llegada al poder del filoheleno Adriano, que se interesó vivamente por las tradiciones culturales, religiosas y filosóficas de los griegos. La resonancia fue recíproca, como intentó demostrar Alfred Heuß refiriéndose a los emperadores adoptivos:  «La Grecia intelectual les dio su aprobación de boca de las cabezas dirigentes y se hizo portavoz del público del imperio y, por tanto, de los círculos senatoriales romanos. Este imperio merece el nombre de monarquía «ilustrada» y «humana» que se le ha dado en la investigación moderna» 
Entre los conocidos representantes de la segunda sofística que estuvieron en contacto con emperadores adoptivos se encuentran sobre todo Dion de Prusa y Elio Aristides. El panegírico de este último sobre el Imperio romano contemporáneo antes de Antonino Pío, cuya libertad de circulación, seguridad interior, infraestructura de transportes y unidad civilizada, entre otras cosas, elogiaba, tiene su equivalente moderno en la sentencia de Edward Gibbon: «Si se pidiera a alguien que indicara el período de la historia del mundo durante el cual la condición del género humano fue la mejor y más feliz, nombraría sin vacilar el que transcurrió entre la muerte de Domiciano y la ascensión de Cómodo. «
El reinado de Antonino Pío en particular se caracterizó por la estabilidad externa y la calma interior desde la perspectiva de los contemporáneos y la posteridad antigua (según Elio Aristides en su Discurso sobre Roma) y fue considerado como una época gloriosa de paz y prosperidad. Aunque, según Oliver Schipp, algunas exageraciones positivas del emperador adoptivo humanitario pueden ser retractadas desde la perspectiva de investigaciones más recientes y atribuidas al pragmatismo y utilitarismo romanos; no obstante, con la reserva de algunos puntos de crítica y problemas, se puede hablar en última instancia de una edad de oro. Otros investigadores, sin embargo, lo rebaten y ponen el acento en la inestabilidad estructural del gobierno imperial, meramente velada ideológicamente.
En la fase tardía del Imperio Adoptivo, la llamada crisis imperial del siglo III ya proyectaba su sombra. El reinado de Marco Aurelio se caracterizaba ya por los problemas externos e internos que se avecinaban, como la creciente amenaza a las fronteras nororientales por parte de los guerreros germánicos y la inflación acompañada del deterioro de la moneda. La ascensión de Cómodo, el hijo de Marco Aurelio, puso fin a la serie de adopciones por falta de hijos biológicos y fue descrita por el contemporáneo Dion Casio (Historia de Roma 72,36,4) como la transición de una «edad de oro» a una de «óxido y hierro». Al asesinato de Cómodo a finales de 192 siguieron las sangrientas luchas por el poder del Segundo Año Cuatrienal del Emperador, en las que Septimio Severo se impuso finalmente. Bajo los Severos, creció la importancia del elemento militar en el ascenso al poder, que sería aún más significativo para el emperador soldado durante la crisis imperial del siglo III, mientras que el Senado siguió perdiendo importancia en el establecimiento de la posición imperial.